# Posąg Rolanda w Bremie

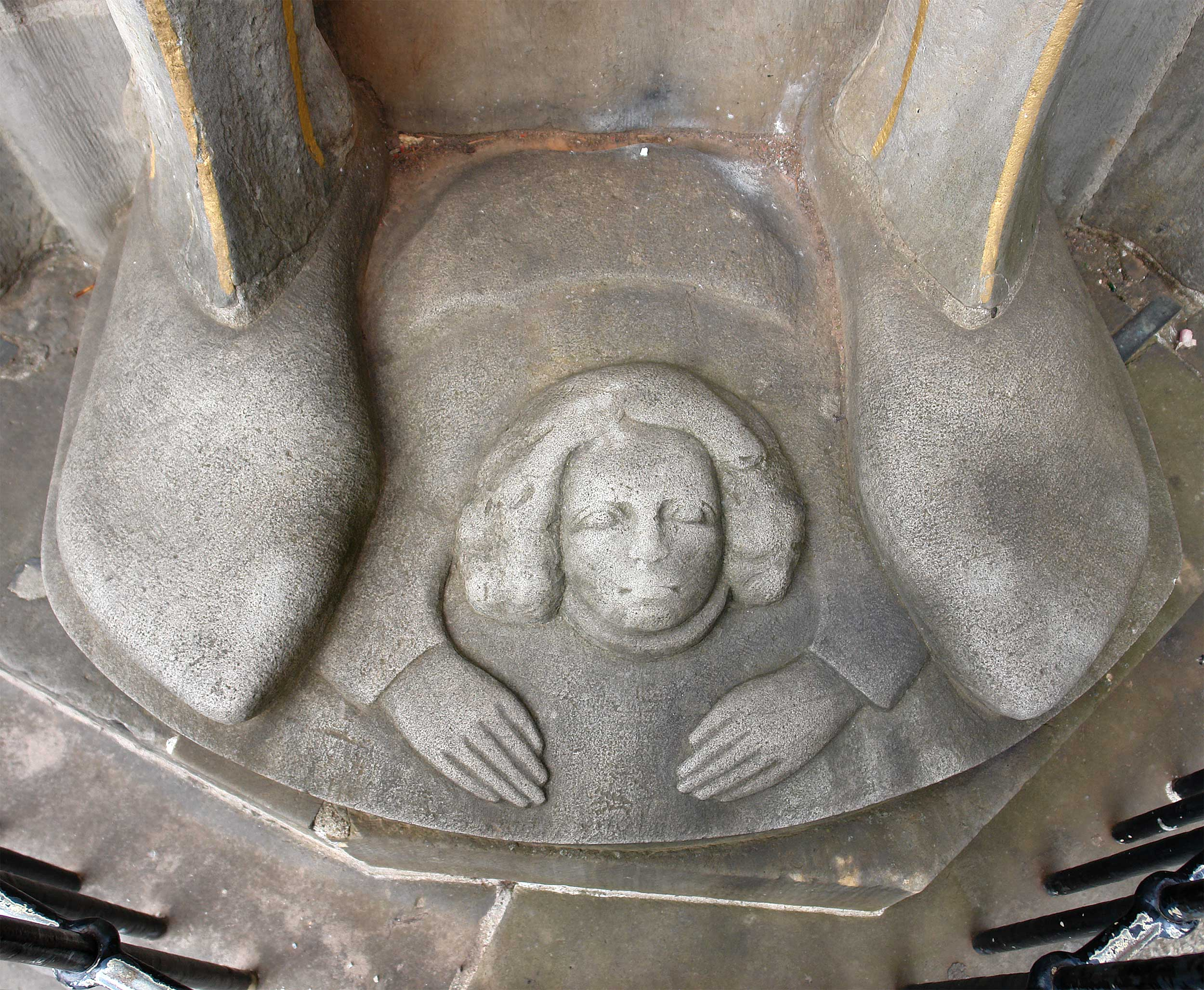
Kaleka u stóp Rolanda

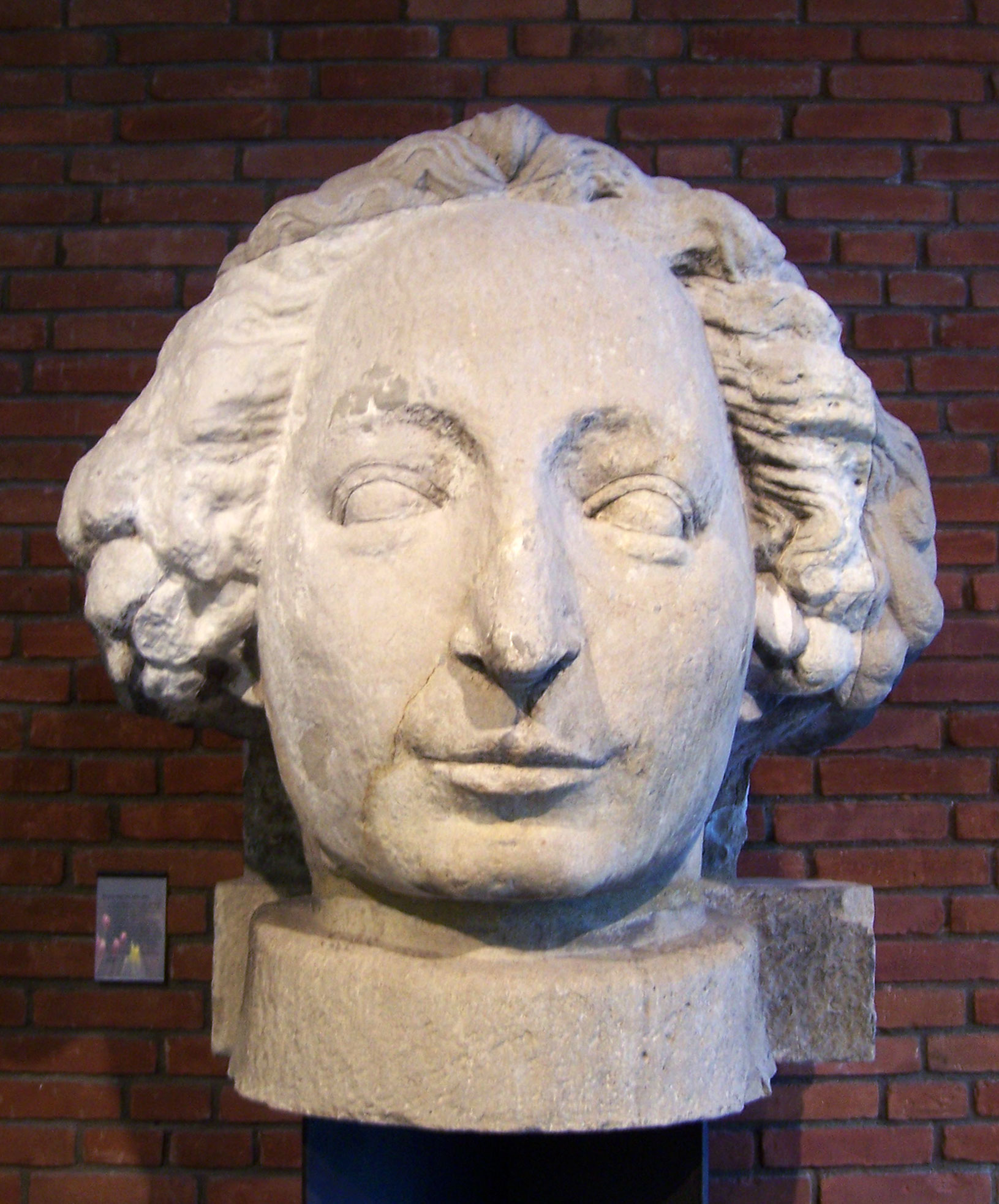
Oryginalna głowa Rolanda w Focke-Museum w Bremie

Posąg Rolanda w Bremie – średniowieczna statua rycerza Rolanda, rozsławionego przez francuski epos rycerski Pieśń o Rolandzie, stojąca na bremeńskim rynku pomiędzy ratuszem a budynkiem kupców (niem. Schütting). Uważana za jeden z najstarszych posągów Rolanda na terenie Niemiec. Symbolizuje niezależność hanzeatyckiego miasta Bremy.
W 2004 posąg wraz z ratuszem został wpisany na listę dziedzictwa kulturowego UNESCO.

## Roland w średniowieczu
W średniowieczu stawiano posągi Rolanda jako znak wolności w wielu miastach Europy, tzw. miastach Rolanda. Figura Rolanda symbolizowała niezależność miasta, prawo do wolnego handlu oraz własnej jurysdykcji.
Pierwowzorem Rolanda jest Hruodlandus, hrabia marchii bretońskiej i siostrzeniec  Karola Wielkiego, który brał udział w wyprawie wojennej do Hiszpanii przeciw Saracenom w 778 i poległ w walkach  w Pirenejach w bitwie w wąwozie Roncevaux. O wydarzeniu tym wspomina w kilku wersach kronikarz Karola Wielkiego Einhard w biografii władcy Vita Carolo Magni (pol. Życie Karola Wielkiego). Na kanwie tej historii powstał później średniowieczny francuski epos rycerski Pieśń o Rolandzie (fr. Chanson de Roland).
Figury Rolanda były głównie stawiane na terenach, gdzie obowiązywało zwyczajowe prawo z terenu Saksonii, tzw. Zwierciadło saskie.

## Budowa
Pierwsza drewniana figura Rolanda została najprawdopodobniej spalona w nocy z 28 na 29 maja 1366 przez zbrojnych arcybiskupa Alberta II von Braunschweig-Lüneburg w trakcie konfliktu pomiędzy radą miasta a władzą kościelną.
W 1404 miasto ufundowało nowy kamienny posąg wykonany przez kamieniarzy Clawsa Zeelleyhera i Jacoba Olde.

## Wygląd
Stojący na ponad półmetrowym podeście posąg ma 5,47 m wysokości. Z tyłu podtrzymywany jest przez kolumnę zwieńczoną baldachimem. Wraz z podestem i baldachimem, statua mierzy 10,21 m. Figurę Rolanda wykonano z wapienia z Elmu a kolumnę z piaskowca z Oberkirchen. Z początku posąg był barwnie zdobiony, dopiero w XVIII wieku został przemalowany na kolor szary. Później preferowano naturalną barwę wapienia z dyskretnymi kolorowymi akcentami. Kiedy Napoleon planował wywieźć posąg do Luwru, mieszkańcom Bremy udało się go przekonać o marnej wartości artystycznej dzieła i zachować statuę w mieście.
Roland przedstawiony jest z wszelakimi atrybutami rycerza – posiada tarczę i miecz, płaszcz i rękawice, zbroję oraz pas. Sposób ułożenia włosów oraz postawa ciała są typowe dla przedstawień rycerzy w średniowieczu.
Fałszując świadectwo cesarskie, mieszkańcy Bremy przyznali sobie prawo do ukazania Rolanda jako posłańca cesarza Karola Wielkiego nadającego Bremie status wolnego miasta. Roland dzierży w dłoni miecz sprawiedliwości oraz tarczę, na której widnieje godło Świętego Cesarstwa Rzymskiego z dwugłowym orłem oraz następujący napis w języku dolnoniemieckim:

vryheit do ik ju openbar / d' karl vnd mēnich vorst vorwar / desser stede ghegheuen hat / des danket god' is mī radt

co w wolnym tłumaczeniu na język polski brzmi: „Wolność oto Wam przynoszę / którą Karol i niektórzy książęta / temu miastu nadali / dziękujcie Bogu, oto moja rada!”
W średniowieczu mieszkańcy Bremy przy zakupie materiałów posługiwali się miarą długości równą odległości pomiędzy kolanami Rolanda odpowiadającej jednemu łokciowi tzw. Bremer Elle (ok. 55 cm).

## Prace restauracyjne
Posąg Rolanda był wielokrotnie odnawiany. W czasie wojny otoczono go murem chroniącym przed odłamkami pocisków. W 1983 głowę Rolanda zastąpiono kopią, a oryginał spoczął w Focke-Museum. Wtedy też ogrodzono posąg ozdobną kratą.
W czasie ostatniej renowacji w 1989 odkryto we wnętrzu posągu kasetkę z materiałami propagandy nazistowskiej, którą zdeponowano tam w 1938.

## Legenda
Wedle legendy Brema będzie tak długo wolna i niezależna, jak długo Roland będzie stał na rynku i pilnował miasta. Dlatego też w podziemiach ratusza miała znajdować się wierna kopia posągu, która w razie nagłej potrzeby mogłaby szybko zastąpić zniszczony oryginał.
Pomiędzy stopami Rolanda znajduje się figura kaleki, bohatera miejscowej legendy, wedle której grafinia Emma von Lesum miała podarować miastu tyle ziemi ile kaleka zdoła obejść w ciągu jednego dnia. Teren wyznaczony w tak osobliwy sposób to obecna część miasta Bürgerweide.

## Znaczenie
W 1848 Fryderyk Rückert napisał ośmiowersowy wiersz Roland, der Ries’ am Rathaus zu Bremen (pol. Roland, olbrzym przed ratuszem w Bremie), do którego później muzykę skomponował F. M. Böhme. Roland wystylizowany jest tu na bohatera antynapoleońskiego. W 1863 dodano kolejne trzy wersy odnoszące się do roli Bremy w wojnie duńsko-pruskiej, kiedy to Brema w przeciwieństwie do innych miast Hanzy Hamburga i Lubeki stawiła ostry opór najeźdźcy 7 grudnia 1863.
W 1811 Ludwig Uhland napisał trzydziestostrofowy wiersz Roland Schildträger (pol. Roland z tarczą)
W obiegu potocznym krążyła również następująca rymowanka:

Roland mit dat kruse Haar,
Wat he kickt so sunnerbar!
Roland mit dem Wappenrock
Steiht so stief as wi een Stock.
Roland mit de spitzen Knee:
Segg mal, deit di dat nich weh?

Co w wolnym tłumaczeniu na język polski brzmi: “Roland o kręconych włosach, jak on dziwnie wygląda! Roland w lekkiej zbroi, stoi sztywno jakby połknął kij, Roland o spiczastych kolanach: powiedz, czy cię to nie boli?”
Wiele statków zostało ochrzczonych imieniem Rolanda z Bremy, m.in. okręt Rulant von Bremen (1702), parostatek Roland von Bremen. W 1905 powstały linie Rolanda (niem. Roland-Linie) obsługujące transatlantycki transport towarowy. W 1925 zostały przejęte przez Norddeutschen Lloyd.

## Kopie Rolanda z Bremy
Ok. 1.5 metrowa drewniana kopia bremeńskiego Rolanda znajduje się w kościele ewangelicko-luterańskim na nowojorskim Brooklynie. Tworzy część ambony. Kopia została podarowana w 1890 przez miasto Brema byłym mieszkańcom, którzy wyemigrowali do USA.
Założone w 1932 przez niemieckich osadników brazylijskie miasto Rolândia zawdzięcza swoją nazwę Rolandowi z Bremy. Od 1957 posiada kopię posągu z Bremy, ufundowaną przez bremeńskich handlarzy kawą.
Miasto Brema podarowało kopię statuy Rolanda miastu Quito z okazji 445 lat istnienia. Posąg stoi przy Avenida Amazonas.
W 1970 Japończyk Atsuo Nishi zbudował wierną kopię bremeńskiego posągu w swoim parku rozrywki w Obihiro na wyspie Hokkaido. Statua jest częścią bajkowego miasta, w którym ustawiono kopie wielu innych figur niemieckich.
Od 2004 miniatura Rolanda z Bremy znajduje się w parku Rolanda w pobliżu hali miejskiej w Belgern w Saksonii.